# Jeździec magdeburski

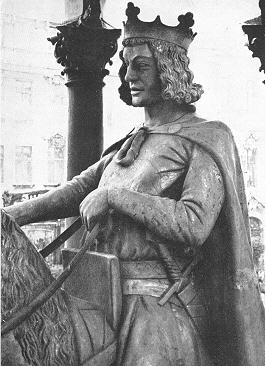
Jeździec magdeburski – fragment oryginału (fotografia przedwojenna)

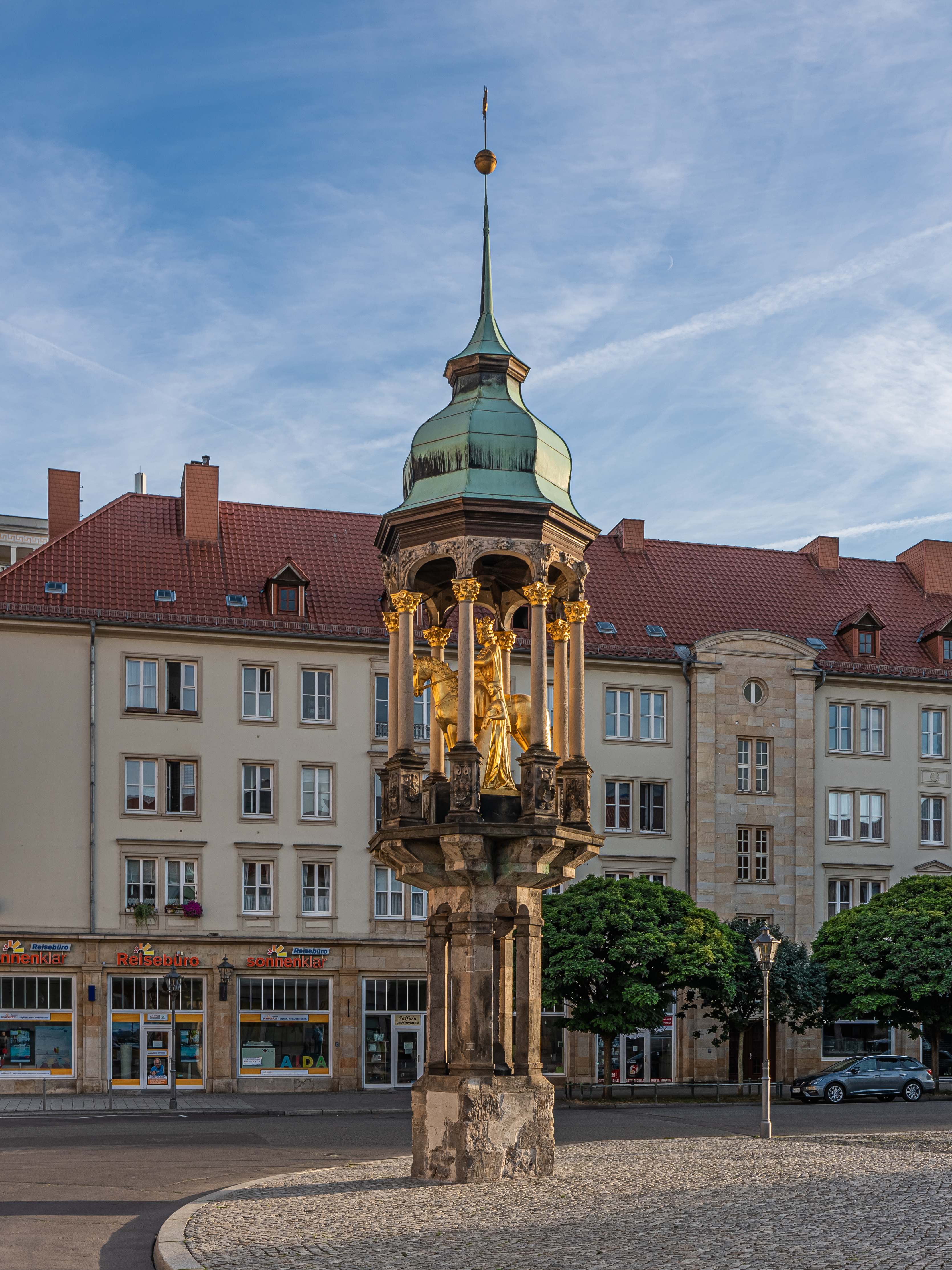
Wierna kopia Jeźdźca magdeburskiego na Alter Markt w Magdeburgu

Jeździec magdeburski (niem. Magdeburger Reiter) – jedna z pierwszych wolnostojących rzeźb pomnikowych, datowana na lata 1245–1250, najstarsza po zoomorficznym przedstawieniu Henryka Lwa w Brunszwiku (tzw. Lew Brunszwicki) na terenie Rzeszy. Tworzy go postać jeźdźca i asystujących mu, odzianych w długie szaty, dwóch kobiet.
Niegdyś rzeźba była pomnikiem na Alter Markt w Magdeburgu, stała przed ratuszem, na miejscu sądów, w podcieniu, skąd burgrabia reprezentował udzielone mu przez króla prawo arcybiskupie i cesarskie. Następnie, w dobie wczesnego gotyku, stała na specjalnie wzniesionej kolumnie (częściowo zachowanej) zwieńczonej w 1651 barokowym baldachimem.
Dyskusyjna jest kwestia, kogo przedstawia pomnik. W powszechnej opinii Jeździec magdeburski jest posągiem Ottona I. Przemawia za tym już sama lokacja pomnika przy siedzibie najwyższej jednostki administracyjnej miasta i głównym placu miejskim.
Postać jeźdźca nobilituje także korona, rycerska zbroja. Ponadto odziany w podróżną pelerynę, nie pełni roli wartowniczej ani reprezentacyjnej, nie stoi tyłem do władcy miasta, a wraz z asystującymi kobietami zwraca się do niego, czego dowodzi wymownie wyciągnięta ręka i otwarte do mowy usta. Podróżny strój i otwarta korona nasuwają myśl o scenie przywitania władcy przez burgrabiego. Świadczą o tym również: tarcza z orłem cesarskim trzymana przez kobietę stojącą po lewej stronie jeźdźca oraz trzymana przez drugą z kobiet najprawdopodobniej chorągiew – niewykluczone, że relikwię św. Maurycego – Vexilium Sancti Mauretiensis. Postaci dwóch kobiet mogą być aluzją do legendy, którą głosił m.in. Otto I – iż osadę Magdeburg rzekomo założył Juliusz Cezar i wzniósł świątynię Diany – bogini dziewic, które zostały przedstawione obok władcy.
Od strony artystycznej widać wyraźnie wpływ Jeźdźca bamberskiego. Tworząc magdeburski pomnik, artysta wyraźnie dążył do tego, by widz widział postać z dołu. Kierował się ku realizmowi, który został osiągnięty w wielkim zespole posągów fundatorów w katedrze w Naumburgu.
Ze względu na bezcenną wartość pomnik przeniesiono do magdeburskiego Kulturhistorisches Museum. W dawnym miejscu znajduje się wykonana w 1966 roku wierna kopia, której autorem jest Heinrich Apel.